# Unterölmotor

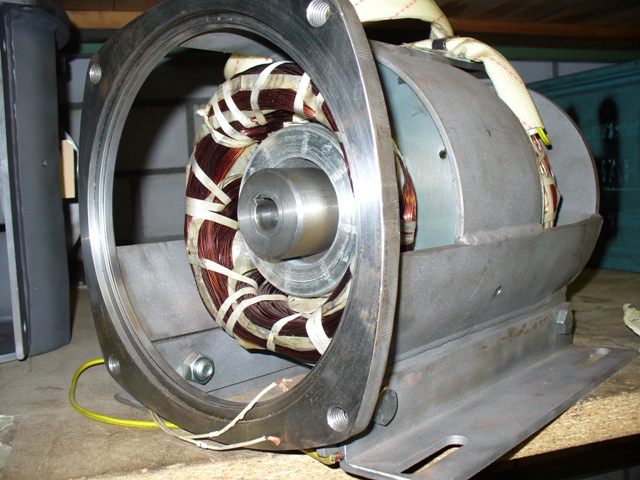
Unterölmotor

Ein Unterölmotor ist eine Drehstrom-Asynchronmaschine, welcher vollständig im Fördermedium Öl eingetaucht im Einsatz steht. Der Unterölmotor wird meistens als Antrieb von Pumpsystemen eingesetzt. Das Gehäuse ist offen und aus einer starren, verwindungssteifen Stahlkonstruktion gefertigt. Um den Pumpenanbau zu erleichtern, verfügt der Rotor antriebsseitig über eine Hohlwelle mit Keilbahn zur Drehmomentsübertragung. Er wird somit abtriebsseitig von der Förderpumpe gelagert, während das entgegengesetzte Ende der Rotorwelle durch ein wartungsarmes Gleitlager aus Bronze geführt wird.

## Vorteile
Die  im Gegensatz zu Luft hohe Wärmeleitfähigkeit des Öls ermöglicht, den Drehstrommotor durch das Umgebungsöl effizient zu kühlen, wodurch eine hohe Leistungsdichte möglich wird. Damit kommt diese Art Antriebssystem insbesondere bei engen Platzverhältnissen zum Einsatz. Der Unterölmotor ist zudem außerordentlich wartungsfreundlich, da die Lager im Ölbad nur geringem Verschleiß unterworfen sind. Durch diese Eigenschaften wird der Unterölmotor insbesondere bei Systemen mit hohen Verfügbarkeitsanforderungen eingesetzt.
Der Materialeinsatz für das Magnetsystem des Motors kann etwas verringert werden, die wellenseitige Lagerung sowie elastische Kupplungselemente können entfallen, wodurch auch Kosten eingespart werden können.

## Nachteile
Da Öl eine wesentlich höhere Viskosität als Luft aufweist, erhöht sich der Rotationswiderstand des Rotors im Öl gegenüber demjenigen des luftgekühlten Drehstrommotors. Der damit verbundene Effizienzverlust führt dazu, dass der Unterölmotor aus wirtschaftlichen Gründen nicht für den Dauerbetrieb geeignet ist.

## Einsatzgebiet
Allgemeine Ölförderung, Hydraulik (insbesondere Komplettaggregate im unteren Leistungsbereich), Kühl- und Schmiersysteme